# Xian de Yanting
Le xian de Yanting (盐亭县 ; pinyin : Yántíng Xiàn) est un district administratif de la province du Sichuan en Chine. Il est placé sous la juridiction de la ville-préfecture de Mianyang.

## Démographie
La population du district était de 601 860 habitants en 1999.